# Santa Seu

Emblema de la Santa Seu

La Seu Apostòlica o Santa Seu és l'expressió amb què es fa referència a la posició del papa com a cap suprem de l'Església Catòlica, en oposició a la referència a la Ciutat del Vaticà en tant que estat sobirà, encara que ambdues realitats estan íntimament relacionades i és un fet que el Vaticà existeix com estat al servei de l'Església.
La Seu Apostòlica té personalitat jurídica pròpia i és ella, en estricte rigor, la que manté relacions diplomàtiques amb els altres països del món. Per això, els Pactes del Laterà de 1929 que, entre altres matèries, van donar origen a l'Estat de la Ciutat del Vaticà, van ser celebrats entre la Seu Apostòlica i el llavors Regne d'Itàlia.
En els organismes de la Seu Apostòlica presten servei 2.732 persones, de les quals 761 són eclesiàstics, 334 religiosos i 1637 laics.

## Origen del terme
L'al·lusió al papa i la seva autoritat com Seu Apostòlica o Santa Seu té el seu origen en la consideració del Bisbe de Roma com a successor de Sant Pere i Cap Suprem de l'Església.
En un principi els bisbes de les esglésies locals que havien estat fundades per un dels apòstols eren esmentades com a "seus apostòliques" però amb el temps aquest terme es va anar reservant al Bisbe de Roma, en tant que successor del Cap del Col·legi Apostòlic.

## La Seu Apostòlica a la doctrina catòlica
La doctrina catòlica sosté ambdós extrems i predica del papa una sèrie d'atributs, com són la supremacia i la plenitud de les potestats de règim (poders legislatiu, executiu i judicial) i de magisteri.
D'una banda, això implica la supremacia del poder del papa en totes les qüestions referides al govern i disciplina de l'Església, potestat que a més és plena i immediata i que pot exercir sobre tots els pastors i tots els fidels.
De l'altra, vol dir que la funció d'ensenyar de l'Església adquireix un caire especial en la persona del Romà Pontífex, atès que el seu magisteri ordinari gaudeix d'una consideració especial i que és l'única persona que individualment té el privilegi de la infal·libilitat, és a dir, que quan defineix com revelada per Déu una determinada doctrina sobre la fe o la moral és infal·lible.

### Contingut de la posició de la Seu Apostòlica
La posició de la Seu Apostòlica respecte a la Doctrina Catòlica té un contingut essencial que queda reflectit fidelment al Dictatus Papae, una sèrie de principis i regles que s'atribueixen a Gregori VII i que daten del segle xi.
El Dictatus Papae conté els següents principis i regles:
1. Que l'Església Romana va ser fundada només per Déu.
2. Que només el Romà Pontífex té dret a ser anomenat universal.
3. Que només ell pot deposar i reintegrar Bisbes.
4. Que el seu llegat en un Concili està per sobre de tots els bisbes, encara que sigui de rang inferior, i pot dictar contra ells sentència de deposició.
5. Que el papa pot deposar els absents.
6. Que, entre altres coses, no hem de romandre en la mateixa casa amb aquells excomunicat per ell.
7. Que només per a ell és lícit, segons les necessitats de l'època, formular lleis noves, reunir congregacions noves, convertir una abadia de canongia o viceversa i dividir una diòcesi rica o fusionar-ne diverses de pobres.
8. Que només ell pot fer servir la insígnia imperial.
9. Que només al papa besaran els peus tots els prínceps.
10. Que el seu nom serà pronunciat en les esglésies.
11. Que aquest títol és únic al món.
12. Que només a ell és lícit deposar emperadors.
13. Que només a ell és lícit traslladar Bisbes quan sigui necessari.
14. Que el Romà Pontífex té el poder d'ordenar un clergue en qualsevol església que li plagui.
15. Que qui és ordenat per ell pot presidir sobre una altra església, però no pot tenir una posició subordinada, i que aquesta persona no pot rebre un rang més alt de cap Bisbe.
16. Que cap sínode serà general sense el seu ordre.
17. Que cap capítol i cap llibre es consideraran canònics sense la seva autoritat.
18. Que tota sentència dictada per ell no pot ser alterada per ningú, i que només ell mateix, de manera exclusiva, la pot alterar.
19. Que ell mateix no pot ser jutjat per ningú.
20. Que ningú s'atrevirà a condemnar a qui va apel·lar a la Seu Apostòlica.
21. Que a la Seu Apostòlica s'han de reservar els casos més importants de cada església.
22. Que l'Església Romana mai ha errat, ni errarà per tota l'eternitat, segons el testimoni de les Escriptures.
23. Que el Romà Pontífex, si ha estat ordenat canònicament, és santificat pels mèrits de Sant Pere, segons el testimoni del Bisbe de Pavia i de molts pares sants que concorden amb ell i segons el que contenen els decrets de sant papa Símmac.
24. Que pel seu ordre i amb el seu consentiment és lícit als subordinats formular acusacions.
25. Que pot deposar i reintegrar bisbes sense convocar un sínode.
26. Que qui no estigui en pau amb l'Església Romana no serà considerat Catòlic.
27. Que té el poder d'absoldre als súbdits de la seva obligació de lleialtat cap a homes inics.

Aquests principis i regles són el resum de la Doctrina Catòlica, que sosté la supremacia de la Seu Apostòlica.

## Organització
El papa governa l'Església Catòlica a través de la Cúria Pontifícia. La cúria pontifícia consisteix en un complex d'oficines que administren els assumptes de l'església al més alt nivell, incloent la Secretaria d'Estat, nou congregacions, tres tribunals, onze Consells Pontificis, i set Comissions Pontifícies. La Secretaria d'Estat, sota el cardenal secretari d'Estat, dirigeix i coordina la cúria. El titular, actualment monsenyor Pietro Parolin (2016), és equivalent a un primer ministre de la Seu. L'arquebisbe Dominique Mamberti, Secretari de la Secció de Relacions amb els Estats de la Secretaria d'Estat, actua com a ministre d'Afers Exteriors de la Santa Seu. Parolin va ser nomenat en el seu paper pel Papa Francesc el 31 d'agost de 2013. Mamberti va ser nomenat en el seu càrrec pel Papa Benet XVI al setembre de 2006.

La Ciutat del Vaticà, el territori sobirà de la Santa Seu

La Secretaria d'Estat és l'únic organisme de la Cúria que es troba dins de la Ciutat del Vaticà. Els altres estan en edificis en diferents parts de Roma que tenen drets extraterritorials similars a les de les ambaixades.
Entre les principals institucions de la Cúria més actives estan la Congregació de la doctrina de la Fe, que supervisa la doctrina de l'Església Catòlica; la Congregació per als Bisbes, que coordina el nomenament dels bisbes d'arreu del món; la Congregació per a l'Evangelització dels Pobles, que supervisa totes les activitats missioneres; i el Consell Pontifici per a la Justícia i la Pau, que s'ocupa de la pau internacional i assumptes socials.
Tres tribunals exerceixen el poder judicial. La Rota Romana acaba les apel·lacions judicials normals, les més nombroses són aquelles relatives a la presumpte nul·litat del matrimoni. La Signatura Apostòlica és el Tribunal suprem d'apel·lació i administració relatiu a les decisions, fins i tot de la Rota Romana i decisions administratives dels superiors (bisbes i superiors eclesiàstics dels instituts religiosos), com el tancament d'una parròquia o eliminar a algú del càrrec. També supervisa el treball d'altres tribunals eclesiàstics en tots els nivells. La Penitenciaria Apostòlica no s'ocupa amb judicis externs o decrets, sinó que amb assumptes de consciència, la concessió de absolucions de censures, dispenses, commutacions, sancions, condonacions i altres favors; també atorga indulgències.
La Prefectura dels Afers Econòmics de la Santa Seu coordina les finances dels departaments de la Santa Seu i supervisa l'administració de totes les oficines, qualsevol que sigui el seu grau d'autonomia, que gestionen aquestes finances. La més important d'elles és lAdministració del Patrimoni de la Seu Apostòlica.
La Prefectura de la Casa Pontifícia és responsable de l'organització de la casa papal, audiències i cerimònies (a part de la part estrictament litúrgica).
La Santa Seu no es dissol amb la mort o renúncia d'un papa. En el seu lloc, opera sota un conjunt diferent de lleis sede vacante. Durant aquest Interregne, els caps dels dicasteris de la Cúria Pontifícia (com ara els prefectes de les congregacions) cessen immediatament en les seves funcions, sent la les úniques excepcions el penitenciari major, que continua el seu important paper en relació amb absolucions i dispensacions, i el Camarlenc de la Santa Església romana, que administra els béns temporals (és a dir, propietats i finances) de la Seu de Sant Pere durant aquest període. El govern de la Seu i, per tant, de l'Església Catòlica, recau en el Col·legi Cardenalici. El dret canònic prohibeix al Col·legi i al Camarlenc introduir innovacions o novetats en el govern de l'Església durant aquest període.
El 2001, la Santa Seu va tenir uns ingressos de 422.098.000 de lires italianes (uns 202 milions de dòlars de l'època), i un benefici net de 17.720 milions de lires italianes (uns 8 milions de dòlars). D'acord amb un article de David Leigh al diari Guardian, un informe de 2012 del Consell d'Europa va identificar el valor d'una part dels actius de propietat del Vaticà com una quantitat en excés de € 680m (570m £); a partir de gener de 2013, Paolo Mennini, un funcionari papal a Roma, gestiona aquesta part de la Santa Seu actius que consisteix en inversions britàniques, altres explotacions europees i un braç de comerç de divises. El diari Guardian va descriure Mennini i el seu paper en la forma següent: «... Paolo Mennini, que és el banquer actual del papa, dirigeix una unitat especial dins del Vaticà anomenada la divisió extraordinària d'APSA -. Amministrazione del Patrimoni della Seu Apostòlica - que maneja el "patrimoni de la Santa Seu" ".

## Estatus en el dret internacional
La Santa Seu ha estat reconeguda, tant en la pràctica estatal i en la redacció dels erudits legals moderns, com a subjecte de dret públic internacional, amb els drets i obligacions anàlegs als dels estats. Tot i que la Santa Seu, a diferència de la Ciutat del Vaticà, no compleix els criteris establerts des de fa temps en el dret internacional de la condició d'Estat -tenint una població permanent, un territori definit, un govern estable i la capacitat d'entrar en relacions amb altres estats -la seva possessió de plena personalitat jurídica en el dret internacional es demostra pel fet que manté relacions diplomàtiques amb 180 estats, que és un estat membre en diverses organitzacions internacionals intergovernamentals, i que és: "respectat per la comunitat internacional d'Estats sobirans i tractat com un subjecte de dret internacional que té la capacitat de participar en les relacions diplomàtiques i entrar en acords vinculants amb un, diversos o molts estats en virtut del dret internacional que estan orientats en gran manera a establir i preservar pau al món".

### Diplomàcia

Relacions exteriors amb la Santa Seu.
Relacions diplomàtiques
Altres relacions
Sense relacions

Des de l'Edat Mitjana la seu episcopal de Roma ha estat reconegut com una entitat sobirana. La Santa Seu (no l'Estat de la Ciutat del Vaticà) manté relacions diplomàtiques formals amb i per al més recent establiment de relacions diplomàtiques amb 180 estats sobirans, i també amb la Unió Europea i el Sobirà Orde Militar de Malta, així com relacions de caràcter especial amb l'Organització d'Alliberament de Palestina; 69 de les missions diplomàtiques acreditades davant la Santa Seu estan situades a Roma. La Santa Seu manté 180 missions diplomàtiques permanents a l'estranger, de les quals 74 no són residencials, de manera que molts de les seves 106 missions concretes estan acreditades a dos o més països o organitzacions internacionals.
Les activitats diplomàtiques de la Santa Seu són dirigides per la Secretaria d'Estat (encapçalada pel cardenal secretari d'Estat), a través de la Secció de Relacions amb els Estats. Hi ha 15 estats reconeguts internacionalment amb els que la Santa Seu no manté relacions. La Santa Seu és l'únic subjecte de dret internacional europeu que té relacions diplomàtiques amb el govern de la República de la Xina (generalment coneguda com a Taiwan) com la representació Xina,en lloc que el govern de la República Popular de la Xina (veure relacions entre la Santa Seu i Taiwan).
El Ministeri d'Afers Exteriors i de la Commonwealth britànica parla de la Ciutat del Vaticà com la "capital" de la Santa Seu, tot i que compara la personalitat jurídica de la Santa Seu a la de la Corona en les monarquies cristianes i declara que la Santa Seu i l'Estat de la Ciutat del Vaticà són dues identitats internacionals. També distingeix entre els empleats de la Santa Seu (2.750 treballen a la Cúria Pontifícia amb 333 més que treballen a les missions diplomàtiques de la Santa Seu a l'estranger) i els 1.909 empleats de l'Estat. L'ambaixador britànic davant la Santa Seu utilitza un llenguatge més precís, dient que la Santa Seu "no és el mateix que l'Estat de la Ciutat del Vaticà. ... (es) és el govern universal de l'Església Catòlica i opera des de la Ciutat del Vaticà." Això concorda exactament amb l'expressió utilitzada per la pàgina web del Departament d'Estat dels Estats Units per donar informació tant de la Santa Seu i l'Estat de la Ciutat del Vaticà: ell també diu que la Santa Seu "opera des de la Ciutat del Vaticà".
La Santa Seu és membre de diverses organitzacions internacionals i grups, entre ells l'Agència Internacional d'Energia Atòmica (IAEA), la Unió Internacional de Telecomunicacions, l'Organització per a la Seguretat i la Cooperació a Europa (OSCE), l'Organització per la Prohibició de les Armes Químiques (OPAQ) i l'Alt Comissionat de les Nacions Unides per als Refugiats (ACNUR). La Santa Seu és també un observador permanent en diverses organitzacions internacionals, com l'Assemblea General de les Nacions Unides, el Consell d'Europa, la UNESCO (Nacions Unides per a l'Educació, la Ciència i la Cultura), l'Organització Mundial de Comerç (OMC) i l'Organització per a l'Agricultura i l'Alimentació. (FAO)

### Relació amb la Ciutat del Vaticà i altres territoris
La Santa Seu participa com a observador a la UA, la Lliga Àrab, el Consell d'Europa, l'OEA, OIM i a les Nacions Unides i els seus organismes de la FAO, l'OIT, la UNCTAD, el PNUMA, la UNESCO, UN-HABITAT, UNHCR, l'UNIDO, l'OMT, UNWTO, WFP, WHO, WIPO. Participa com a convidat a NAM, i com a membre de ple dret al IAEA, OPCW, OSCE.
Tot i que la Santa Seu està estretament associada amb la Ciutat del Vaticà, el territori independent sobre la qual la Santa Seu és sobirana, són dues entitats separades i diferents. Després de la presa de possessió italiana dels Estats Pontificis en 1870, la Santa Seu no tenia sobirania territorial. Tot i certa incertesa entre els juristes pel que fa a si podria seguir actuant com una personalitat independent en assumptes internacionals, la Santa Seu va continuar de fet per a exercir el dret d'enviar i rebre representants diplomàtics, mantenir relacions amb els estats que incloïa les principals potències de Rússia, Prússia i Àustria-Hongria. Quan, d'acord amb la decisió del Congrés de Viena de 1815, el nunci no era només un membre del cos diplomàtic, sinó el seu degà, disposició que va continuar sent acceptada pels altres ambaixadors. En el curs dels 59 anys en què la Santa Seu no tenia cap sobirania territorial, el nombre d'estats que tenien relacions diplomàtiques amb ell, que s'havia reduït a 16, en realitat va augmentar a 29.
L'Estat de la Ciutat del Vaticà va ser creat pel Tractat de Laterà el 1929 per "garantir l'absoluta i visible independència de la Santa Seu" i "garantir a ella una sobirania indiscutible en els assumptes internacionals." L'arquebisbe Jean-Louis Tauran, ex-secretari de la Santa Seu per a les Relacions amb els Estats, va dir que el Vaticà és "un minúscul estat d'ajut que garanteix la llibertat espiritual del papa amb el territori mínim".
La Santa Seu, no la Ciutat del Vaticà, manté relacions diplomàtiques amb els Estats. Les ambaixades exteriors estan acreditats davant la Santa Seu, no a la Ciutat del Vaticà, i és la Santa Seu qui estableix els tractats i concordats amb altres entitats sobiranes. Quan sigui necessari, la Santa Seu entrarà en un tractat en nom de la Ciutat del Vaticà.
Sota els termes del Tractat del Laterà, la Santa Seu té l'autoritat extraterritorial sobre diversos llocs a Roma i dos llocs italians fora de Roma, incloent el Palau Pontifici de Castel Gandolfo. La mateixa autoritat s'estén sota el dret internacional sobre la nunciatura apostòlica de la Santa Seu en un país estranger.

## Forces armades
Encara que, de la mateixa manera que diverses potències europees, els antics Papes va reclutar mercenaris suïssos com a part d'un exèrcit, la Guàrdia Suïssa Pontifícia va ser fundada pel Papa Juli II el 22 de gener de 1506 com la guàrdia personal del papa i segueix complint aquesta funció. Apareix a l'Anuari Pontifici sota la "Santa Seu", no pas a l'"Estat de la Ciutat del Vaticà". El 2005, la Guàrdia tenia 134 membres. El reclutament està disposat per un acord especial entre la Santa Seu i Suïssa. Tots els reclutes han de ser catòlics, homes solters amb ciutadania suïssa que han completat la seva formació bàsica amb les Forces Armades de Suïssa amb certificats de bona conducta, tenir una edat entre 19 i 30 anys, i mesurar almenys 174 cm d'alçada. Els membres estan armats amb armes petites i l'alabarda tradicional (també anomenat el voulge suïssa), i entrenats en tàctiques de guardaespatlles.
La policia local dins de la Ciutat del Vaticà, coneguda com el Cos de Gendarmeria del Vaticà, pertany a l'estat de la ciutat, no a la Santa Seu.

## Escut d'armes
La diferència entre els dos escuts d'armes és que els braços de la Santa Seu tenen la clau d'or a la dreta i la clau de plata a l'esquerra (com també apareix a l'escut de la seu vacant i en els ornaments exteriors dels escuts papals dels papes individuals), mentre que la disposició invertida de les claus va ser triat pels braços del recentment fundat Estat de la Ciutat del Vaticà en 1929.